# 大川野駅
大川野駅（おおかわのえき）は、佐賀県伊万里市大川町大川野にある、九州旅客鉄道（JR九州）筑肥線の駅である。

## 歴史
- 1935年（昭和10年）3月1日：北九州鉄道の駅として開設[2]。
- 1937年（昭和12年）10月1日：国有化、鉄道省が所管[2]。
- 1983年（昭和58年）3月22日：無人駅化[3][4][5]。
- 1987年（昭和62年）4月1日：国鉄分割民営化に伴い、JR九州に移管[2]。
- 2002年（平成14年）：駅舎解体。
- 2006年（平成18年）3月18日：眉山ふるさと館を併設した駅舎が完成。

## 駅構造
島式ホーム1面2線を有する地上駅。筑肥線非電化区間（筑肥西線）内では唯一列車交換が可能である。駅舎とホームは構内踏切で連絡している。
無人駅である。2002年に木造駅舎が撤去された後暫くは駅舎が存在しなかったが、2006年3月に地域住民の交流と観光案内を目的とした「眉山ふるさと館」を併設した現駅舎が再建されている。

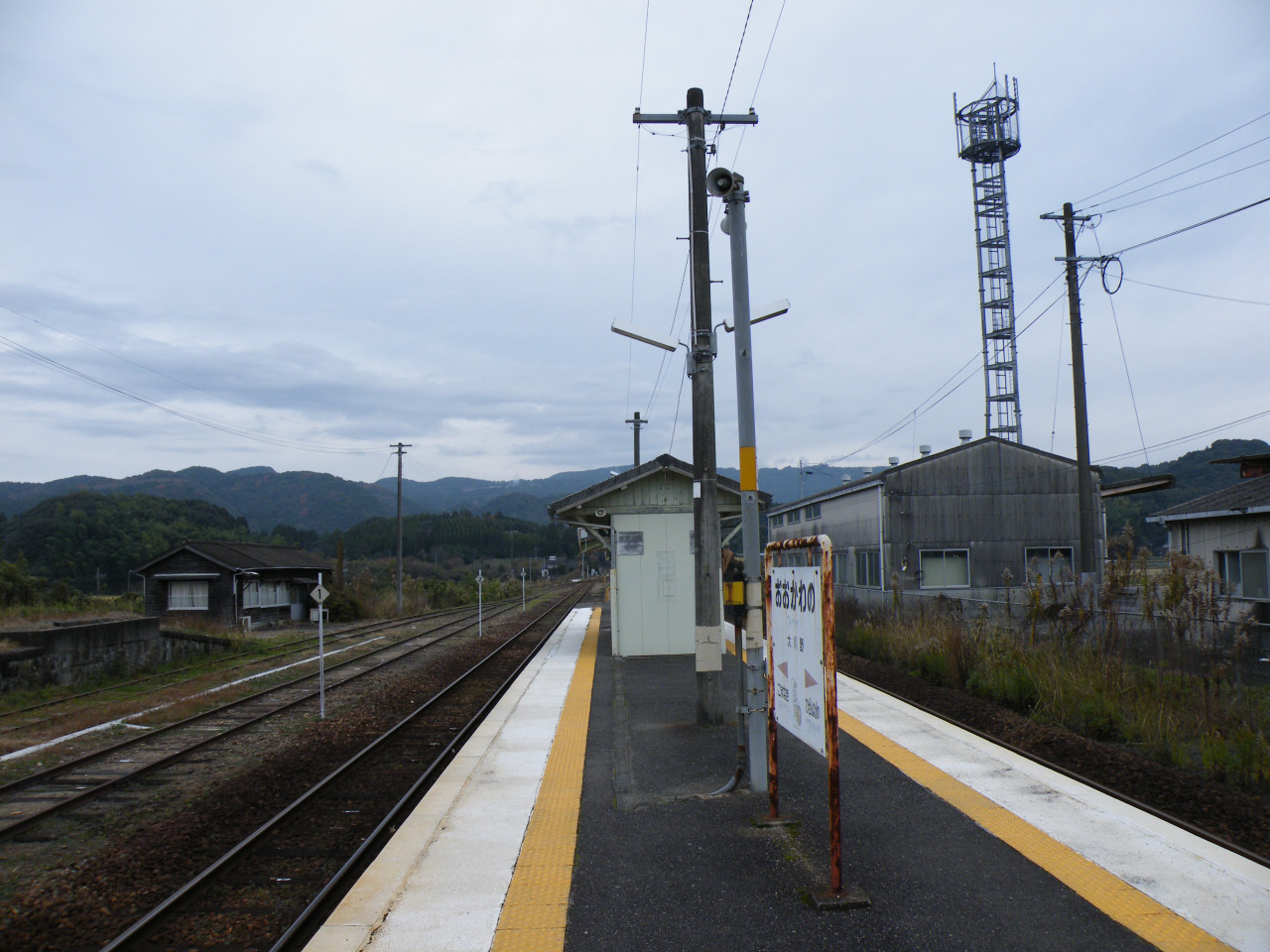
ホーム（2008年12月）

## 利用状況
2011年度の1日平均乗車人員は49人である。
| 年度   | 1日平均 乗車人員 |
| ------ | ---------------- |
| 2000年 | 92               |
| 2001年 | 91               |
| 2002年 | 80               |
| 2003年 | 76               |
| 2004年 | 78               |
| 2005年 | 71               |
| 2006年 | 65               |
| 2007年 | 58               |
| 2008年 | 56               |
| 2009年 | 59               |
| 2010年 | 58               |
| 2011年 | 49               |

## 駅周辺
伊万里市大川町（旧大川村）の中心部。
- JA伊万里東部支所
- Aコープ大川店
- 伊万里信用金庫大川支店
- 大川コミュニティセンター（伊万里市役所大川支所）
- 大川野郵便局
- 伊万里市立大川小学校
- 伊万里警察署大川警察官駐在所
- 淀姫神社
- ファミリーマート伊万里大川店
- JA伊万里四季の里大川

## 隣の駅
九州旅客鉄道（JR九州）
■筑肥線
駒鳴駅 - 大川野駅 - 肥前長野駅